# سوزا (بازیکن فوتبال، زاده ۲۰۰۶)
سوزا (انگلیسی: Souza؛ زادهٔ ۱۶ ژوئن ۲۰۰۶) بازیکن فوتبال اهل برزیل است که در حال حاضر برای باشگاه فوتبال سانتوس بازی می‌کند. 
وی همچنین در تیم ملی فوتبال زیر ۱۷ سال برزیل بازی کرده است.